# 古尔谢勒
古尔谢勒（法語：Gourchelles，法語發音：[ɡuʁʃɛl]）是法国瓦兹省的一个市镇，属于博韦区。

## 地理
古尔谢勒（49°43'46"N, 1°46'48"E）面积2.23 平方千米，位于法国上法蘭西大區瓦兹省，该省份为法国北部内陆省份，北起索姆省，西接厄尔省和滨海塞纳省，南至塞纳-马恩省和瓦兹河谷省，东临埃纳省。
与古尔谢勒接壤的市镇（或旧市镇、城区）包括：富尤瓦、拉努瓦屈耶尔、坎康普瓦弗勒济、罗梅斯康普、阿邦库尔。

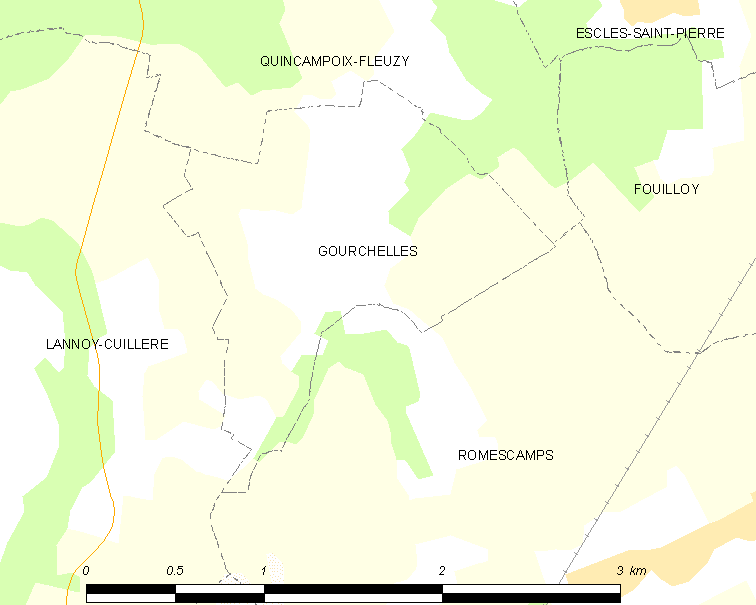
古尔谢勒的OSM定位图

古尔谢勒的时区为UTC+01:00、UTC+02:00（夏令时）。

## 行政
古尔谢勒的邮政编码为60220，INSEE市镇编码为60280。

## 政治
古尔谢勒所属的省级选区为格朗维利耶县。

## 人口

1962-2008年间古尔谢勒人口变化图示

古尔谢勒于2022年1月1日时的人口数量为104人。